# Gare de Pins-Justaret
La gare de Pins-Justaret est une gare ferroviaire française de la ligne de Portet-Saint-Simon à Puigcerda (frontière), située sur le territoire de la commune de Pins-Justaret, dans le département de Haute-Garonne, en région Occitanie.
Elle est mise en service en 1861 par la Compagnie des chemins de fer du Midi et du Canal latéral à la Garonne. C'est une halte ferroviaire de la Société nationale des chemins de fer français (SNCF) desservie des trains régionaux TER Occitanie.

## Situation ferroviaire
Établie à 158 m d'altitude, la gare de Pins-Justaret est située au point kilométrique (PK) 17,420 de la ligne de Portet-Saint-Simon à Puigcerda (frontière), entre les gares ouvertes de Portet-Saint-Simon et de Venerque - Le Vernet.
La gare dépend de la région ferroviaire de Toulouse, elle est équipée d'un unique quai d'une longueur utile de 150 m.

## Histoire
La station de Pins-Justaret est mise en service le 19 octobre 1861 par la Compagnie des chemins de fer du Midi et du Canal latéral à la Garonne lorsqu'elle ouvre la section de Toulouse à Pamiers. La station qui est le premier arrêt de l'embranchement vers Foix est édifiée, à 6 kilomètres de Portet-Saint-Simon et 18 km de Toulouse, entre les deux villages principaux de la petite commune (274 habitants) : Pins à l'intérieur des terres et Justaret sur le bord de l'Ariège.
En juin et juillet 2011, le parking de la halte est réaménagé, le nombre de places est doublé, un emplacement est réservé à la navette routière TAMtam et les piétons et cycliste ne sont pas oubliés avec la création de cheminements matérialisés au sol.

## Fréquentation
En 2014, selon les estimations de la SNCF, la fréquentation annuelle de la gare était de 194 518 voyageurs, et de 2015 à 2022, la fréquentation annuelle de la gare s'élève aux nombres indiqués dans le tableau ci-dessous : 
| Année                      | 2015    | 2016    | 2017    | 2018    | 2019    | 2020    | 2021    | 2022    | 2023    |
| -------------------------- | ------- | ------- | ------- | ------- | ------- | ------- | ------- | ------- | ------- |
| Voyageurs seuls            | 201 565 | 188 800 | 180 388 | 139 920 | 125 313 | 88 021  | 116 372 | 128 776 | 130 884 |
| Voyageurs et non voyageurs | 251 956 | 236 000 | 225 485 | 174 900 | 156 641 | 110 027 | 145 465 | 160 970 | 163 606 |

## Service des voyageurs

### Accueil
Halte SNCF, c'est un point d'arrêt non géré (PANG) à accès libre. Elle est équipée d'automates pour l'achat de titres de transport.

### Desserte
Pins-Justaret est desservie par des trains TER Occitanie qui effectuent des missions entre les gares de Toulouse-Matabiau et de Pamiers, ou de Foix, d'Ax-les-Thermes, de Latour-de-Carol - Enveitg.

### Intermodalité
Un parking pour les véhicules est aménagé. La gare est desservie par les lignes 311 et 316 du réseau urbain Tisséo, ainsi que par la ligne 319 du réseau régional liO.